# تنغ خوش
تنغ خوش (بالفارسية: تنگ‌خوش) هي قرية تقع في منطقة حومة الريفية ( Howmeh Rural District) في إيران. يقدر عدد سكانها بـ 113 نسمة بحسب تعداد السكان سنة 2006. 